# Abderus
Trong thần thoại Hy Lạp, Abderus hoặc Abderos (Hy Lạp cổ đại: Ἄβδηρος) là một anh hùng Hy Lạp, được một số người cho là một trong những người tình trẻ (eromenoi) của Heracles, và được cho là con trai của Hermes theo một số lời kể, và theo eponym của Abdera, Thrace.

## Gia đình
Các truyền thuyết về gia đình của Abderus không được thống nhất. Một số người cho rằng ông là con trai của thần Hermes và là người gốc Opus ở Locris, nhưng theo các nhà văn khác, ông là con trai của Thromius xứ Locrian. Photius viết anh là anh trai của Patroclus. Pindar cho rằng Abderus là con trai của Poseidon và Thronia.

## Truyền thuyết
Abderus chủ yếu được biết đến với bi kịch trong Kỳ công thứ Tám của Heracle. Cùng với những người khác, anh đã giúp Heracles bắt bốn con ngựa cái man rợ của Diomedes, vua của Thracian Bistones. Heracles chế ngự những người giữ ngựa và điều khiển những con ngựa cái của Diomedes xuống biển và giao chúng cho Abderus chăm sóc. Tuy nhiên, trong khi Heracles đi vắng, những con ngựa đã ăn thịt Abderus. Để trả thù, Heracles đã cho những con ngựa ăn thịt Diomedes. Heracles thành lập thành phố Abdera gần lăng mộ của Abderus, nơi agones (tiếng Hy Lạp: ἀγῶνες), các trận đấu thể thao bao gồm đấm bốc, pancratium và đấu vật được tổ chức để vinh danh ông (nhưng cấm các cuộc đua xe ngựa).
Trong một số truyền thuyết rất khác, thay vì giúp Heracles trong Kỳ công thứ tám, Abderus (hay Abdertis) lại là người hầu của Diomedes, và bị Heracles giết chết cùng với chủ nhân và bốn con ngựa ăn thịt người của ông ta.